# Stictopelta cruenta
Stictopelta cruenta är en insektsart som beskrevs av Hermann Burmeister. Stictopelta cruenta ingår i släktet Stictopelta och familjen hornstritar. Inga underarter finns listade i Catalogue of Life.